# 林家ひろ木
林家 ひろ木（はやしや　ひろき、1979年6月6日 - ）は、落語家。落語協会所属。広島県出身。本名∶沖上 比呂志。特技は津軽三味線で、太田家元九郎に師事した。

## 略歴
- 2002年（平成14年）3月、早稲田大学人間科学部を卒業。
- 同年5月、初代林家木久蔵（現：林家木久扇）に入門。
- 同年9月、鈴本演芸場で初高座。
- 2005年（平成17年）11月、台所鬼〆、春風亭朝也と共に二つ目昇進。
- 2007年（平成19年）9月〜2008年（平成19年）3月、木久扇・木久蔵　親子W襲名落語会（全国）にて口上の司会を務める。
- 2010年、さがみはら若手落語家選手権決勝進出。
- 2017年3月4日、真打昇進[1]。

## 人物
- 何度か落語家をやめようとしている。始めは師匠木久扇に踏みとどまるよう言われ踏みとどまったが、4度目で「忍者になりたい」と言って辞めようとした。それを受けて木久扇は「伊賀流？甲賀流？」と聞いた。

## 著書
- 『林家木久扇一門本 〜天下御免のお弟子たち〜』 木久扇と弟子たち（著） （2022年1月、秀和システム） ISBN 978-4798066066